# 愛知県道460号岩倉西停車場線
愛知県道460号岩倉西停車場線（あいちけんどう460ごう いわくらにしていしゃじょうせん）は、愛知県岩倉市内を走る一般県道である。

## 概要

### 路線データ
- 起点：岩倉停車場
- 終点：愛知県岩倉市大地町
- 全長：約900m

## 沿革
- 1972年9月16日 認定

## 接続する道路

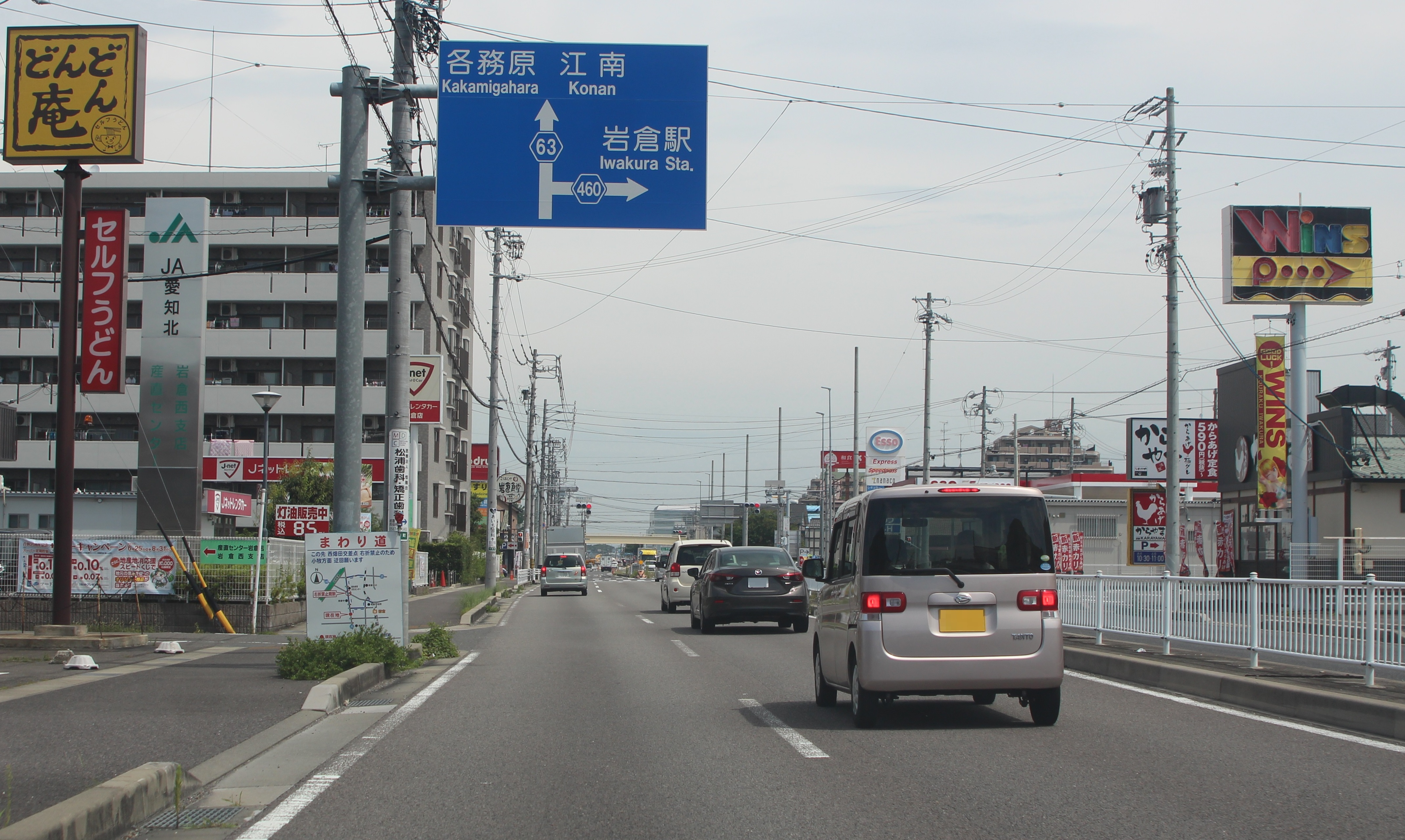
愛知県道63号名古屋江南線（名草線）との「中央町3丁目」交差点、岩倉市中央町にて

- 愛知県道63号名古屋江南線（名草線）（中央町3丁目交差点）

## 周辺
- 名鉄犬山線 岩倉駅
- 岩倉市役所